# 오도현 (축구 선수)
오도현(1994년 12월 6일 ~ )은 대한민국의 축구 선수이며 포지션은 수비수이다.

## 축구인 경력

### 선수 경력
2013년 광주 FC의 유스 클럽인 금호고등학교를 졸업하고 광주에 입단하였다. 중앙 수비수와 수비형 미드필더를 오가며 2014 시즌 광주의 승격에 기여하였다.
2017년 성남 FC로 이적하였으며, 같은 해 여름 포항 스틸러스의 김동기와 6개월 맞임대되었다.
2018시즌을 앞두고 K3리그의 포천 시민축구단으로 이적했다.
2018시즌 여름 이적시장을 통해 춘천 시민축구단으로 이적했다.
2019시즌을 앞두고 부산교통공사에 입단했다.
2020시즌을 앞두고 K3리그의 경주 한수원으로 이적했다.